# 沢田奈緒美
沢田 奈緒美（さわだ なおみ、1974年11月15日 - ）は、日本の元ヌードモデル・元女優。

## 略歴
17歳の時、英知出版の編集者にヌードモデルになることを勧められる。親の許可を得た上で、デビューを決意。処女写真集「17歳」は、現役女子高生のヌード写真集ということで話題になる。
クールな容貌と、スレンダーな肢体で人気を得て、Vシネマにも活躍の場を広げる。
活躍した時代はヘアヌード写真集の黎明期で、3冊目の写真集「Innocent」以降は陰毛の写った写真を掲載している。

## 作品

### 写真集
- 17歳 沢田奈緒美（1992年11月5日、撮影：藤田健五、英知出版）
- PS 元気です（1993年5月10日、撮影：岡克己、英知出版）
- Innocent（1993年12月20日、撮影：西田幸樹、リイド社）
- PISTIL（1994年8月1日、撮影：横木安良夫、スコラ）
- Remember to（1994年12月25日、撮影：杉浦則夫、英知出版）
- 「9人のにんじんたち」（オムニバス）
- 10CARATS STORIES PART 2（1993年7月5日、撮影：木村智哉、英知出版）全10名

### ビデオ
- 早春譜（1992年12月20日、英知出版）- 美少女Hi-fi写真館vol.25
- 教えてあげないッ 18Years old （1993年5月6日、英知出版）- スーパー美少女館
- デュエット。（1993年8月20日、英知出版）- スーパー美少女館、小峰佳世との共演

### 映画
- 800 TWO LAP RUNNERS（1994年）- 小川知美 役
- 新・百合族2 もう森へなんか行かない（1994年4月28日、にっかつ）- 倉橋朋子 役
- 痴漢白書10（1998年）
- 欲望の街－女衒商売、金と女は俺に任せろ！（1999年）

### ゲーム
- バーチャルカメラマン Vol.1 沢田奈緒美（トランスペガサスリミテッド）

漢字Talk6.0.7以降
- バーチャルカメラマン Part.1（ナグザット）

3DO